# Liana Liberato
Liana Liberato (Galveston, 20 augustus 1995) is een Amerikaanse actrice bekend van films als The Last Sin Eater (2007), Trust (2010), Trespass (2011), The Expatriate (2012), Stuck in Love (2012) en The Best of Me (2014).
Liberato is in 1995 geboren in Galveston (Texas). Ze begon al vroeg met acteren en ging op haar negende op acteerkamp in Californië. Aldaar werd ze opgemerkt door een agentschap. Nog datzelfde jaar maakte ze haar schermdebuut met een gastrol in Cold Case. Ze speelde vervolgens gastrollen in een aantal televisieseries alvorens de hoofdrol te pakken te krijgen in de avonturenfilm The Last Sin Eater.
In 2010 won ze voor haar hoofdrol in Trust een Silver Hugo-award op het Internationaal filmfestival van Chicago. In 2011 was ze te zien in de thriller Trespass, waarin Nicolas Cage en Nicole Kidman haar ouders vertolkten.
In 2018 vertolkte ze de rol van Michelle Marks in de speelfilm Measure of a Man. In 2023 speelde Liberato de rol van Quinn Bailey in de film Scream VI.

## Filmografie
- Bibsys: 11066175
- Bibliothèque nationale de France: cb16606703f (data)
- Gemeinsame Normdatei: 1027684386
- International Standard Name Identifier: 0000 0003 7491 8896
- Library of Congress Control Number: no2011103411
- Nationale Bibliotheek van Tsjechië: xx0222758
- Système universitaire de documentation: 166730173
- Virtual International Authority File: 173195130
- WorldCat: E39PBJg4hrd7J6WRcvbJky6VG3